# Bunuri mobile din domeniul istorie clasate în patrimoniul cultural național al României aflate în județul Vaslui
Acestă listă conține bunurile mobile din domeniul istorie clasate în Patrimoniul cultural național al României aflate la momentul clasării în județul Vaslui.

## Tezaur
| Foto | Informații generale                                               | Detalii tehnice                                                                                       | Descriere | Deținător                      | Legături |
| ---- | ----------------------------------------------------------------- | --- | --- | ------------------------------ | -------- |
|      | Suman                                                             | Datare: sec. XX Școală: Atelier românesc Descoperit: jud. CLUJ Dimensiuni: L: 1,20 m Material: pănură | Haină confecționată din pănură, albă, ornamentată cu găitane negre. Haina a aparținut Liviei Deciu, născută Coroianu, la Cluj, din familia memorandistului Iuliu Coroianu (n. 1847, Craidorolț, Satu Mare - d. 29 martie 1927, Cluj), unul dintre militanții pentru Unirea Transilvaniei cu România. Cu această haină, Livia Deciu a fost îmbrăcată în ziua de 1 Decembrie 1918 când, alături de tatăl său, a participat la Marea Adunare de la Alba Iulia. Obiectul se află în patrimoniul muzeului nostru, ca rezultat al unui act de donație venit din partea lui Mocanu Frumuzache, care credem că este o rudă a familiei Liviei Deciu. Obiectul de vestimentație, autentic românesc, și împrejurările în care a fost purtat reprezintă o mărturie a patriotismului și a legăturii afective a românului obișnuit, legat de pământul patriei, de obiceiurile tradiționale ale neamului nostru. Acest obiect de patrimoniu are afară de valoarea memorială, în legătură cu evenimentul sărbătorit la Alba Iulia, în 1918, și valoare etnografică. Ca rezultat al consultărilor cu specialiști etnografi, obiectul provine din zona Olteniei, având drept argument reprezentările estetice ale pomului vieții, prezente pe acest suman, precum și croiala specifică acestui model de vestimentație, prezent în zona Gorjului. | Muzeul „Vasile Pârvan”, Bârlad | Cimec    |
|      | Adăposturi și bordee de pe creasta Mărăști Autor: Victor Ion Popa | Datare: Sec. XX Dimensiuni: 31 x 22,5 cm Material: hârtie; tuș; peniță                                | Lucrarea de grafică, al cărei autor este cunoscutul dramaturg de origine bârlădeană - Victor Ion Popa -, este realizată cu penița, cu tuș negru. În dreapta, jos, prezintă însemnarea olografă: "Pentru colecția Casei Naționale din Bârlad", cu semnătura scriitorului Al. Vlahuță. În stânga, jos, este scris în clar, cu penița, Victor Ion Popa. Datată 21 Martie 1918. Lucrarea poartă titlul „Adăposturi și bordee de pe creasta Mărăști”. | Muzeul „Vasile Pârvan”, Bârlad | Cimec    |